# Conducibilità termica

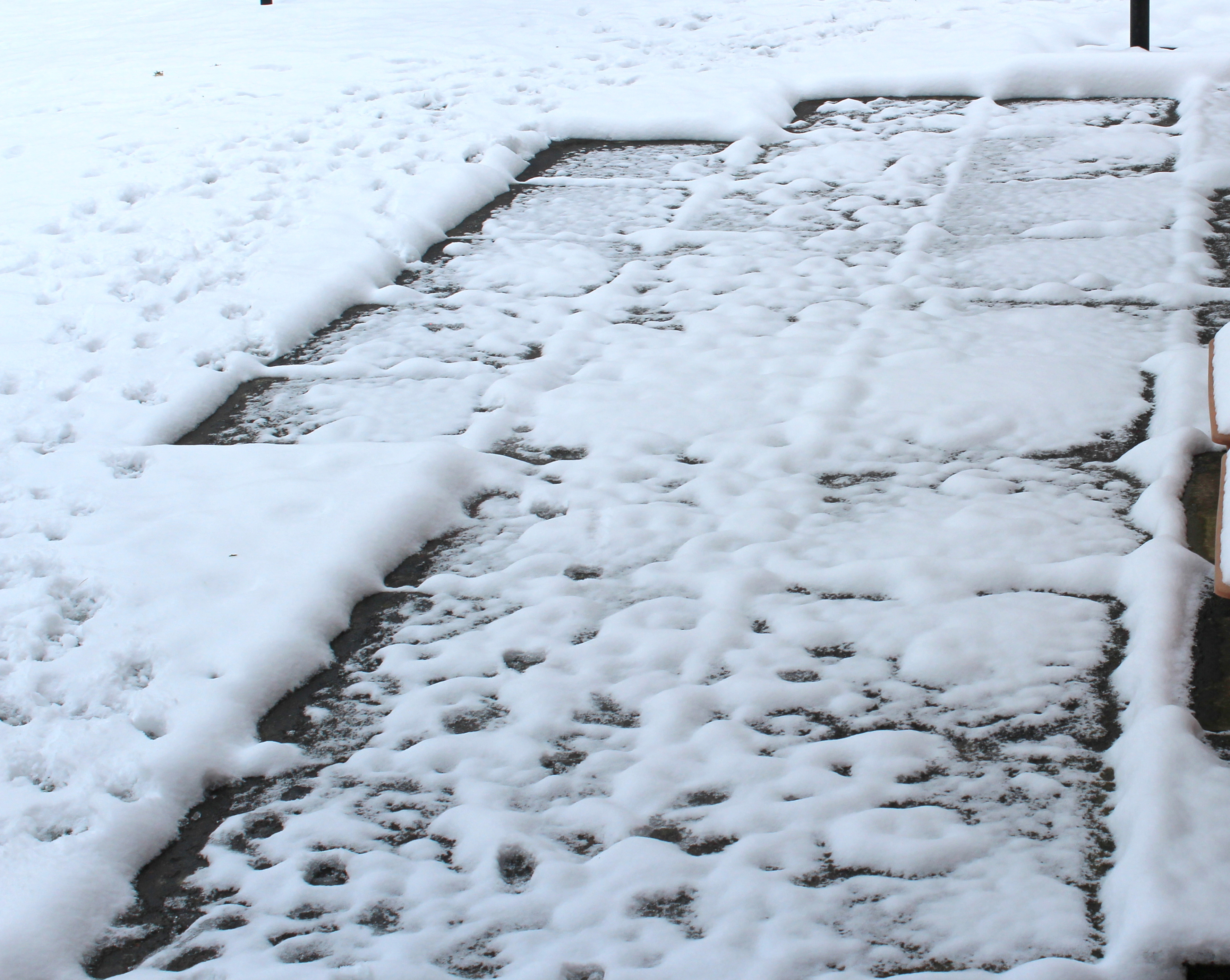
A causa della differente conducibilità termica tra le lastre di pavimentazione che compongono questo patio e il prato che lo circonda, il calore residuo nella terra ha fuso parte della neve caduta sulle lastre, ma non quella caduta sul prato.

La conducibilità termica, o conduttività termica, in fisica e in particolare nella termodinamica, è una grandezza fisica che misura l'attitudine di una sostanza a trasmettere il calore attraverso la conduzione termica, quando i contributi al trasferimento di calore per convezione e per irraggiamento termico siano trascurabili. Essa dipende dalla natura del materiale, ma non dalla sua forma, e lega la densità di corrente termica al gradiente di temperatura che provoca il passaggio del calore.
Dipende dunque dalla temperatura; inoltre, per alcuni materiali aumenta all'aumentare della temperatura, per altri diminuisce, e può dipendere da altri fattori fisici come la porosità, che blocca i fononi responsabili della conducibilità termica, dall'induzione magnetica e dipende anche dalla pressione nel caso di aeriformi.
Non va confusa con la diffusività termica {\displaystyle \alpha } (o "conducibilità termometrica"), che è invece il rapporto fra la conducibilità termica e il prodotto fra densità e calore specifico della data sostanza, espressa nel Sistema Internazionale in m2·s−1 (analogamente a tutte le diffusività) e misura l'attitudine di una sostanza a trasmettere, non il calore, bensì una variazione di temperatura.

## Definizione
La conducibilità termica, indicata solitamente con kT, è un tensore del secondo ordine, rappresentabile in un dato riferimento con una matrice quadrata, ed è definita attraverso la legge di Fourier come:
{\displaystyle k_{ij}=-\mathbf {q} \otimes \nabla T^{-1}}
dove:
- {\displaystyle \mathbf {q} } è la densità di corrente termica
- {\displaystyle \nabla T} è il gradiente di temperatura.

In condizioni stazionarie, i due vettori risultano paralleli, quindi la conducibilità termica è una grandezza scalare indicata solitamente con λ, il che corrisponde a dire che la conducibilità termica è una costante di proporzionalità pari al rapporto fra la densità di flusso di calore (o densità di corrente termica) , cioè la quantità di calore trasferita nell'unità di tempo attraverso l'unità di superficie, e il gradiente di temperatura.
La conducibilità termica può essere stimata al variare della temperatura ridotta e della pressione ridotta per via grafica, utilizzando un diagramma generalizzato.

## Unità di misura
Nelle unità del Sistema Internazionale, la conducibilità termica è misurata in {\displaystyle \mathrm {W} \cdot \mathrm {m} ^{-1}\cdot \mathrm {K} ^{-1}} (watt al metro-kelvin), essendo il watt l'unità di misura della potenza, il metro l'unità di misura della lunghezza e il kelvin l'unità di misura della temperatura. Nel sistema pratico degli ingegneri, invece, essa è misurata in {\displaystyle \mathrm {kcal} \cdot \mathrm {h} ^{-1}\cdot \mathrm {^{o}C} ^{-1}} (chilocalorie all'ora-metro-grado Celsius).

## Conducibilità termica di alcune sostanze
La conducibilità influisce sulla capacità di un materiale di condurre il calore o fungere da isolante, vale a dire che maggiore è il valore di λ o kT, meno isolante è il materiale. In genere, la conducibilità termica va di pari passo con la conducibilità elettrica; ad esempio i metalli presentano valori elevati di entrambe. Una notevole eccezione è costituita dal diamante, che ha un'elevata conducibilità termica, ma una scarsa conducibilità elettrica.
| Sostanza                                                                              | λ [W·m−1·K−1]      | ρ [kg/m3]   |
| ------------------------------------------------------------------------------------- | ------------------ | ----------- |
| diamante                                                                              | 1600               | 3500 - 3600 |
| argento                                                                               | 460                | 10490       |
| rame                                                                                  | 390                | 8930        |
| oro                                                                                   | 320                | 19250       |
| alluminio laminato                                                                    | 290                | 2750        |
| ottone                                                                                | 111                | 8430 - 8730 |
| ferro                                                                                 | 80,2               | 7874        |
| platino                                                                               | 70                 | 21400       |
| acciaio laminato                                                                      | 52                 | 7850        |
| piombo                                                                                | 35                 | 11300       |
| acciaio inox                                                                          | 17                 | 7480 - 8000 |
| quarzo                                                                                | 8                  | 2500 - 2800 |
| ghiaccio (acqua a 0°)                                                                 | 2,20 - 2,50        | 917         |
| vetro laminato                                                                        | 1                  | 2500        |
| laterizi (mattoni pieni, forati)                                                      | 0,90               | 2000        |
| laterizi (mattoni pieni, forati)                                                      | 0,72               | 1800        |
| neve (compatta, strati da 20 a 40 cm)                                                 | 0,70               |             |
| acqua distillata                                                                      | 0,60               | 1000        |
| laterizi (mattoni pieni, forati)                                                      | 0,43               | 1200        |
| laterizi (mattoni pieni, forati)                                                      | 0,25               | 600         |
| glicole etilenico                                                                     | 0,25               | 1110        |
| neve (moderatamente compatta, strati da 7 a 10 cm)                                    | 0,23               |             |
| polipropilene                                                                         | 0,22               | 920         |
| cartongesso                                                                           | 0,21               | 900         |
| plexiglas                                                                             | 0,19               | 1180        |
| carta e cartone                                                                       | 0,18 (0,14 - 0,23) | 700 - 1150  |
| legno di quercia asciutto ortogonale alle fibre                                       | 0,18               | 750         |
| idrogeno                                                                              | 0,172              |             |
| legno asciutto parallelamente alle fibre                                              | 0,15 - 0,27        | 400 - 750   |
| olio minerale                                                                         | 0,15               | 900 - 930   |
| neve (soffice, strati da 3 a 7 cm)                                                    | 0,12               |             |
| legno di abete e pino asciutto ortogonale alle fibre                                  | 0,10 - 0,12        | 400         |
| vermiculite espansa                                                                   | 0,07               | 90          |
| cartone ondulato (onda singola, 280 g/m2, sp. 2,8 mm)                                 | 0,065              | 100         |
| neve (appena caduta e per strati fino a 3 cm)                                         | 0,060              |             |
| canna palustre (o arelle)                                                             | 0,055              | 190         |
| trucioli di legno                                                                     | 0,050              | 100         |
| sughero                                                                               | 0,052              | 200         |
| granuli di sughero                                                                    | 0,050              | 100         |
| vetro cellulare (120)                                                                 | 0,041              | 120         |
| lana di pecora                                                                        | 0,040              | 25          |
| polistirolo estruso (XPS) in lastre                                                   | 0,040              | 20 - 30     |
| fibra di legno                                                                        | 0,038              | 40 - 60     |
| polistirolo espanso sinterizzato (EPS) in lastre                                      | 0,035              | 20 - 30     |
| poliuretano espanso                                                                   | 0,024 - 0,032      | 25 - 50     |
| aria secca (a 300 K, 100 kPa) in quiete                                               | 0,026              | 1,2         |
| aerogel di silice (in granuli con dimensione media 0,5 - 4,0 mm )                     | 0,018              | 1,9         |
| micronal - capsule termoisolanti a cambiamento di fase (pannelli di cera incapsulata) | 0,018              | 770         |
| aerogel di silice (in pannelli sotto vuoto a 1,7×10−5 atmosfere)                      | 0,013              |             |

Uno studio del 2022 dimostra che l'arseniuro di boro cubico possiede la terza migliore conduttività termica dopo quella del diamante e del nitruro di boro cubico, dieci volte superiore a quella del silicio.